# Шадрон (Небраска)
Шадрон (англ. Chadron) — місто (англ. city) в США, в окрузі Доз штату Небраска. Населення — 5206 осіб (2020).

## Географія
Шадрон розташований за координатами 42°49′34″ пн. ш. 103°0′9″ зх. д. / 42.82611° пн. ш. 103.00250° зх. д. (42.826027, -103.002475). За даними Бюро перепису населення США в 2010 році місто мало площу 9,98 км², уся площа — суходіл.

### Клімат
| Клімат : Шадрон       | Клімат : Шадрон | Клімат : Шадрон | Клімат : Шадрон | Клімат : Шадрон | Клімат : Шадрон | Клімат : Шадрон | Клімат : Шадрон | Клімат : Шадрон | Клімат : Шадрон | Клімат : Шадрон | Клімат : Шадрон | Клімат : Шадрон | Клімат : Шадрон |
| Показник              | Січ.            | Лют.            | Бер.            | Квіт.           | Трав.           | Черв.           | Лип.            | Серп.           | Вер.            | Жовт.           | Лист.           | Груд.           | Рік             |
| Середній максимум, °C | 3,4             | 4,5             | 9,8             | 14,9            | 20,7            | 26,9            | 31,8            | 31,4            | 25,9            | 17,4            | 9,2             | 3,6             | 16,6            |
| Середній мінімум, °C  | −10             | −8,8            | −4,6            | 0,2             | 6,3             | 11,7            | 15,6            | 14,6            | 8,5             | 1,2             | −4,9            | −9,8            | 1,7             |
| Норма опадів, мм      | 10              | 15              | 32              | 53              | 74              | 71              | 52              | 40              | 37              | 31              | 14              | 13              | 442             |
| --------------------- | --------------- | --------------- | --------------- | --------------- | --------------- | --------------- | --------------- | --------------- | --------------- | --------------- | --------------- | --------------- | --------------- |
| Джерело: NOAA         |                 |                 |                 |                 |                 |                 |                 |                 |                 |                 |                 |                 |                 |

## Демографія
Згідно з переписом 2010 року, у місті мешкала 5851 особа в 2306 домогосподарствах у складі 1194 родин. Густота населення становила 587 осіб/км². Було 2559 помешкань (257/км²).
Расовий склад населення:
| - 87,8 % — білих - 5,1 % — корінних американців - 1,6 % — чорних або афроамериканців - 0,8 % — азіатів - 0,6 % — вихідців з тихоокеанських островів - 1,1 % — осіб інших рас |

До двох чи більше рас належало 2,9 %. Частка іспаномовних становила 3,6 % від усіх жителів.
За віковим діапазоном населення розподілялося таким чином: 19,5 % — особи молодші 18 років, 67,4 % — особи у віці 18—64 років, 13,1 % — особи у віці 65 років та старші. Медіана віку мешканця становила 26,8 року. На 100 осіб жіночої статі у місті припадало 96,1 чоловіків; на 100 жінок у віці від 18 років та старших — 93,8 чоловіків також старших 18 років.
Середній дохід на одне домашнє господарство становив 51 277 доларів США (медіана — 39 688), а середній дохід на одну сім'ю — 67 745 доларів (медіана — 62 500). Медіана доходів становила 40 536 доларів для чоловіків та 23 120 доларів для жінок. За межею бідності перебувало 18,8 % осіб, у тому числі 13,9 % дітей у віці до 18 років та 5,7 % осіб у віці 65 років та старших.
Цивільне працевлаштоване населення становило 3080 осіб. Основні галузі зайнятості: освіта, охорона здоров'я та соціальна допомога — 33,9 %, мистецтво, розваги та відпочинок — 15,5 %, роздрібна торгівля — 13,3 %.